# Chris Chambliss
Carroll Christopher Chambliss (Dayton, Ohio, 26 de diciembre de 1948), más conocido como Chris Chambliss, es un exjugador profesional estadounidense de béisbol que se desempeñó en la posición de primera base en las Grandes Ligas de Béisbol (MLB). Es poseedor de un Guante de Oro.

## Carrera
Chambliss jugó como profesional cuatro temporadas en Cleveland Indians (1971-1974), después pasó a New York Yankees (1974-1979), luego a Atlanta Braves (1980-1986), posteriormente regresó a New York Yankees, donde jugó una temporada (1988), y fue el equipo en el que se retiró.

## Premios
Fue galardonado con el Guante de Oro en una oportunidad (1978).